# Дора 1
 Дора 1  — база для субмарин немецкого Кригсмарине, построенная во время Второй мировой войны в Тронхейме, Норвегия. Тронхейм традиционно упоминался как Drontheim на немецком языке и название DORA от названия литеры «D» в немецком фонетическом алфавите. Бункер «Дора 1» стал одним из элементов в рамках строительства огромной военно-морской базы Кригсмарине и нацистского города Нордштерн.

## История
После занятия Норвегии в 1940 немецкие оккупанты вскоре поняли, что страна ограничена в средствах ремонта для флота Кригсмарине: там можно было проводить мелкие ремонты. Более обширные ремонтно-восстановительные работы могли проводиться в портах Германии. Капитуляция Франции два месяца спустя снизила стратегическое значение Норвегии для немецкого флота, но порты Норвегии всё ещё расценивались как лучшие в отношении доступа к Атлантическому и Северному ледовитому океанам, чем порты Германии. Для защиты подводных лодок от воздушного нападения требовались бетонные бункеры, и программа по строительству таких бункеров была принята.

## Строительство

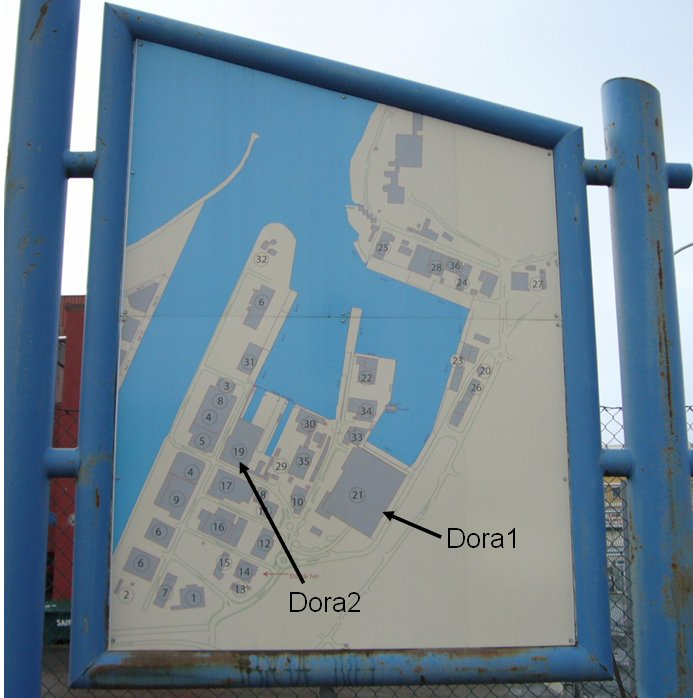
Размещение бункера в порту Тронхейма

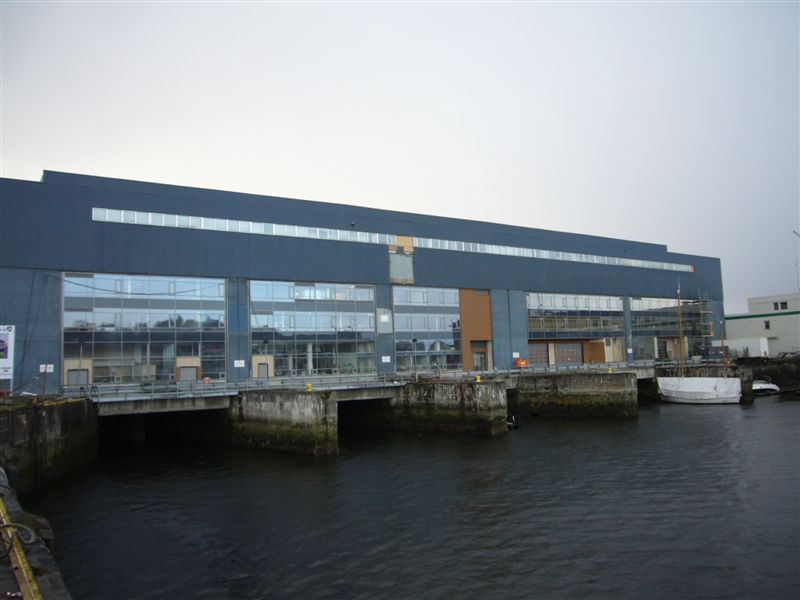
Бункер Дора 1 со стороны Тронхеймс-фьорда после реставрации, 2007

Строительство бункера, который стал бы частью самой большой немецкой морской базы в Северной Европе, началось осенью 1941 года, спустя год после вторжения в Норвегию. Бункер состоял из пяти пеналов и имел размеры 153 м × 105 м. Бетонная крыша была 3,5 м толщиной, а стены 3 м. Работы выполнялись компанией Einsatzgruppe 'Wiking' Организации Тодта и строительной компанией из Мюнхена Sager & Wörner.
Во время строительства были трудности с рабочей силой и сырьём. Практически все материалы, оборудование и механизмы для стройки импортировались из Германии. Погода также играла роль: железные и автомобильные дороги обледеневали и заносились снегом. Сборного жилья, привезённого  из Германии, оказалось недостаточно. Из-за погоды было задержано больше судов, чем от вражеского вмешательства.
Бункеры в Норвегии первоначально планировались двухэтажными. На втором этаже над пеналами для субмарин, должны были разместиться жилые помещения, цеха и офисы. Идея была отклонена в конце 1941 из-за недостатка материалов, а также просчётов при определении устойчивости грунта - постройка  оказалась слишком тяжёлой, и бункер Дора 1 значительно просел: на 15 см, что волновало строителей больше, чем подводников.
Бункер Дора 1 был передан Кригсмарине 20 июня 1943 года как основная база 13-й флотилии подводных лодок. На случай воздушного нападения бункер мог надёжно укрыть 16 подводных лодок типа VII-C одновременно.
После начала работ над бункером «Дора 1» стало ясно, что необходимо более крупное сооружение, поэтому началось проектирование «Дора 2» на 140 м западнее первого. Бункер должен был иметь четыре дополнительных дока: два мокрых шириной 13,5 м и два сухих шириной 20 м. Это позволило бы разместить ещё шесть подводных лодок. Строительство началось в 1942-м и в связи с недостаточным количеством квалифицированных рабочих шло медленно, поэтому к концу войны он был готов лишь на 60 %. Незавершённое здание Дора 2 в настоящее время используется верфью. Планировалось также строительство и третьего бункера «Дора 3», в Леангене восточнее Тронхейма, однако от проекта отказались ещё до начала масштабных строительных работ.
База подлодок была хорошо защищена не только бункером: на холмах в городе и вокруг Тронхейма строились позиции зенитной артиллерии и другие оборонительной структуры, чьи бетонные основания можно увидеть и сегодня. Зенитные позиции также имелись и на острове Мункхолмен в Тронхеймс-фьорде рядом с городом.

## После войны

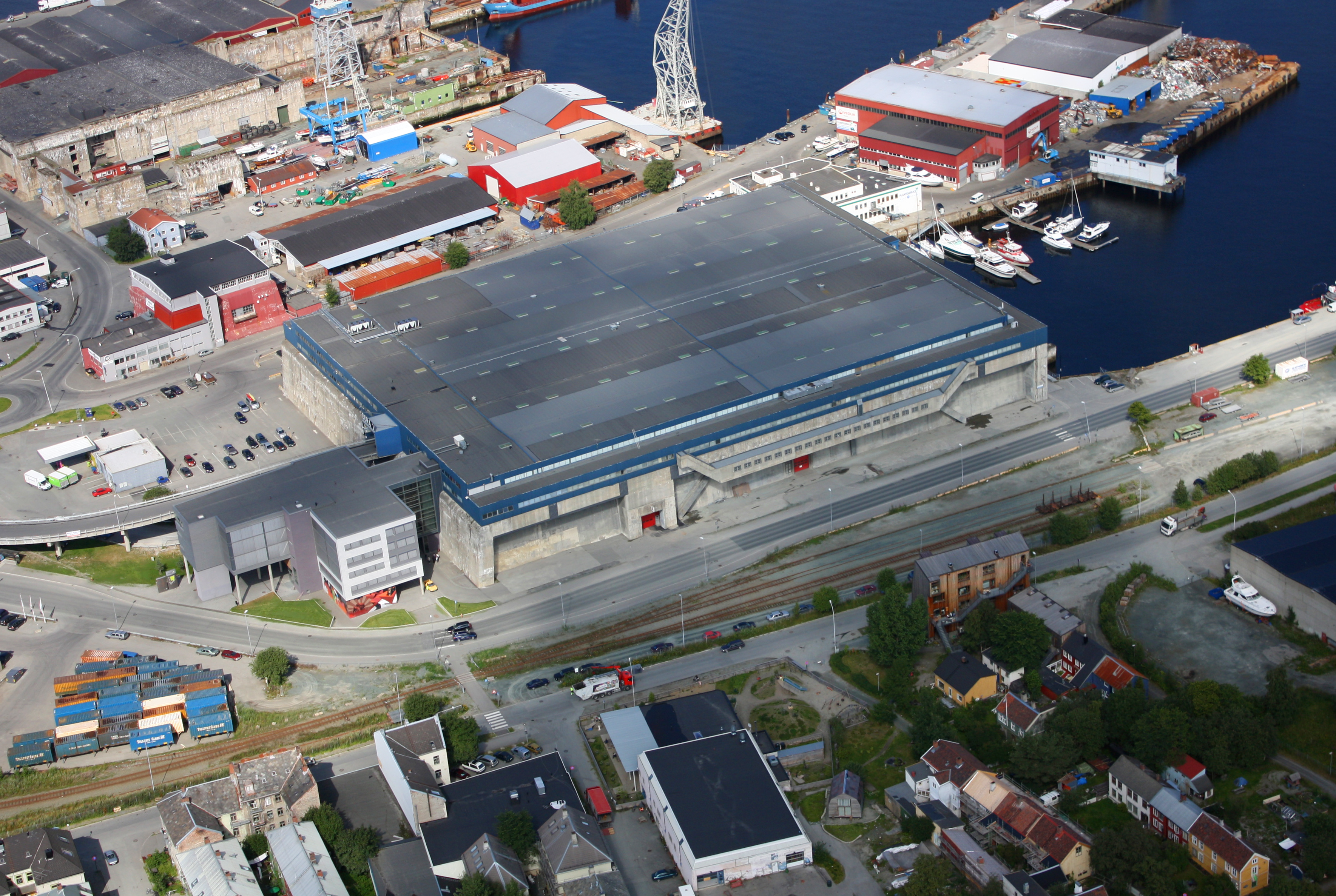
Вид на бункер Дора 1 с воздуха, 2010

После войны бункер Дора 1 должен был быть взорван, но этот проект был  отменен из-за близости массовой застройки в этой местности, огромных размеров и прочности бункера, а главное - отсутствия потребности в его разрушении.
База короткое время использовалась Силами обороны Норвегии; в это время были добавлены два дополнительных этажа, окрашенные в синий цвет.
Сегодня в бывшей военно-морской базе размещены городской и государственный архивы, боулинг и несколько других предприятий. Пеналы для субмарин в настоящее время используются для стоянки гражданских судов.